# Dixa fluvica
Dixa fluvica är en tvåvingeart som beskrevs av Peters och Cook 1966. Dixa fluvica ingår i släktet Dixa och familjen u-myggor.
Artens utbredningsområde är Minnesota. Inga underarter finns listade i Catalogue of Life.